# تشارلز جي. كالارد
تشارلز جي. كالارد (بالإنجليزية: Charles G. Callard)‏ هو اقتصادي أمريكي، ولد في 2 يونيو 1923، وتوفي في 1 مايو 2004.